# Aromia moschata
Aromia moschata là một loài bọ cánh cứng trong phân họ Cerambycinae, tông Callichromatini.

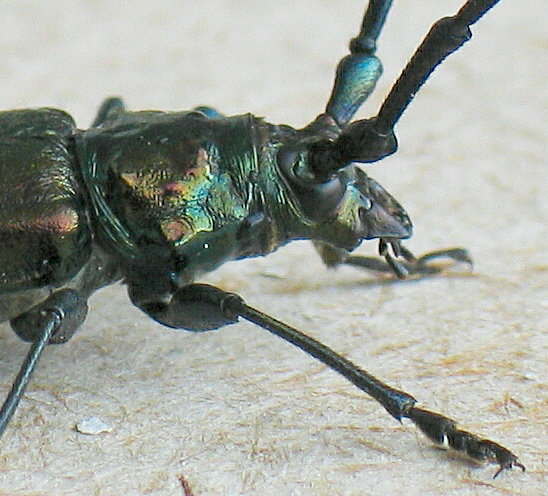
Close-up of the mouthparts